# Gornji Krupac
Gornji Krupac (izvirno srbsko Горњи Крупац) je naselje v Srbiji, ki upravno spada pod Občino Aleksinac; slednja pa je del Niškega upravnega okraja.

## Demografija
V naselju živi 439 polnoletnih prebivalcev, pri čemer je njihova povprečna starost 50,3 let (50,0 pri moških in 50,6 pri ženskah). Naselje ima 171 gospodinjstev, pri čemer je povprečno število članov na gospodinjstvo 2,98.
To naselje je, glede na rezultate popisa iz leta 2002, skoraj popolnoma srbsko, a v času zadnjih treh popisov je opazno zmanjšanje števila prebivalcev.
|  |

| Demografija | Demografija     | Demografija     |
| Leto        | Št. prebivalcev | Št. prebivalcev |
| ----------- | --------------- | --------------- |
|             |                 |                 |
|             |                 |                 |
|             |                 |                 |
|             |                 |                 |
| 1948        | 1048            |                 |
| 1953        | 1087            |                 |
| 1961        | 1050            |                 |
| 1971        | 965             |                 |
| 1981        | 790             |                 |
| 1991        | 617             | 613             |
| 2002        | 517             | 510             |
|             |                 |                 |

| Etnična sestava po popisu iz leta 2002 | Etnična sestava po popisu iz leta 2002 | Etnična sestava po popisu iz leta 2002 | Etnična sestava po popisu iz leta 2002 | Etnična sestava po popisu iz leta 2002 |
| -------------------------------------- | -------------------------------------- | -------------------------------------- | -------------------------------------- | -------------------------------------- |
| Srbi                                   | Srbi                                   |                                        | 505                                    | 99,01%                                 |
| Slovenci                               | Slovenci                               |                                        | 2                                      | 0,39%                                  |
| Neznano                                | Neznano                                |                                        | 3                                      | 0,58%                                  |